# 異域褶竺鯛
異域褶竺鯛（學名：Phaeoptyx xenus），又稱噬色褶天竺鯛，為輻鰭魚綱鈎頭魚目天竺鯛科褶竺鯛屬下的一個種，分布於中西大西洋美國佛羅里達州南部、巴哈馬、墨西哥灣東北部至委內瑞拉海域，深度5至60公尺，本魚體呈橢圓形，體稍側扁，頭大、眼大、口大且斜裂，頜齒細小，前鰓蓋骨邊緣有鋸齒，鰓蓋骨後緣棘不發達，體被弱櫛鱗，體色銀色，帶有青銅色調，吻部淡黃色，身體覆蓋著大小不一的不明顯的深色斑點，尾部有一個橢圓形黑斑，背鰭2個，尾鰭叉形，背鰭硬棘7枚、背鰭軟條9枚、臀鰭硬棘2枚、臀鰭軟條8枚，體長可達7.5公分，棲息在珊瑚礁區，通常躲在圓筒型海綿，夜間活動，屬肉食性，繁殖期時，雄魚具有口孵習性，卵約7日化成仔魚，由雄魚吐出，具短暫的仔魚飄浮期，生活習性不明。